# Gelsolina
Gelsolina – jedno z białek wiążących aktynę.
Gelsolina jest białkiem o wysokim powinowactwie do filamentów aktynowych (Kd 50 nM). Ma masę 80 kD, składa się z 6 segmentów. Jej funkcją jest przecinanie filamentów aktynowych, a w  mikromolarnych i submikromolarnych stężeniach jonów wapnia występuje jako białko czapeczkujące (blokujące  wydłużanie) ich dodatnich końców. N końcowa część wiąże 2 monomery aktyny i przecina F aktynę niezależnie od jonów wapnia,  natomiast C końcowa część wiąże 1 cząsteczkę G aktyny i jest zależna od jonów wapnia. Po oddysocjowaniu gelsoliny od dodatnich końców filamentów odkrywane są liczne miejsca początku polimeryzacji aktyny. W ten sposób cytoszkielet w szybki sposób może ulec przebudowaniu, np. przy zmianie kierunku migracji komórki. Jest to mechanizm  istotny w czasie gojenia ran, agregacji płytek krwi i w innych procesach wymagających dużej mobilności komórek.